# Flugplatz Toulouse-Montaudran

i7
i11
i13

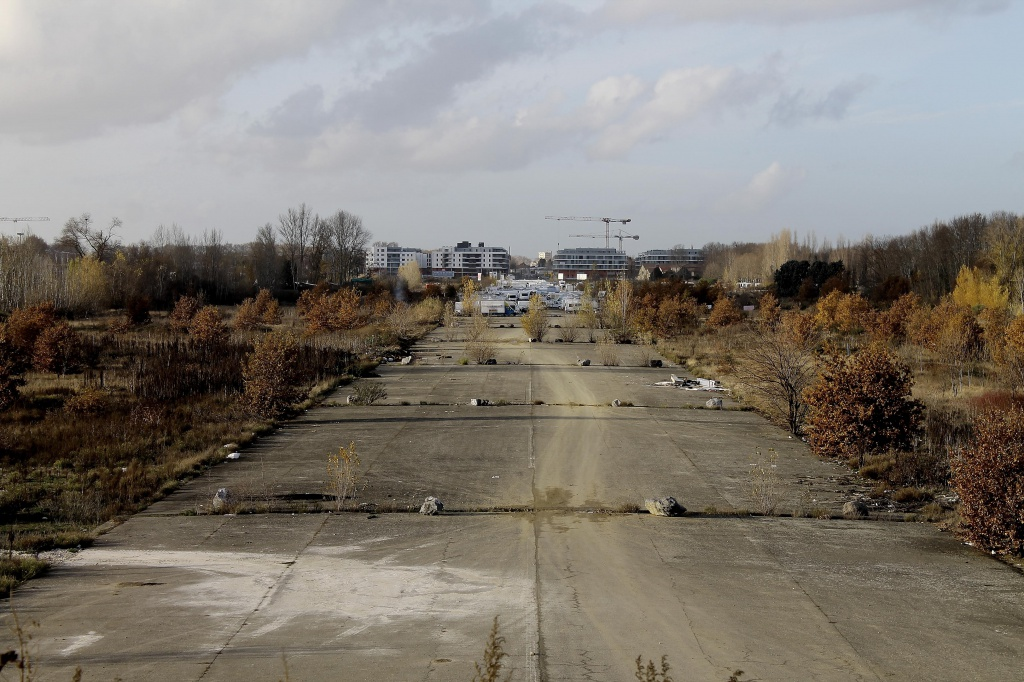
Die alte Start- und Landebahn im Jahr 2012

Der Flugplatz Toulouse-Montaudran (französisch Aérodrome/Aéroport de Montaudran, IATA-Code: XYT, ICAO-Code: LFIO) war ein Flugplatz im Stadtteil Montaudran im Süden der französischen Stadt Toulouse. Bekanntheit erlangte er als Hauptquartier der Luftpostgesellschaft Aéropostale.
Der Flugplatz wurde im Jahr 1917 geschaffen, als der Luftfahrtunternehmer Pierre-Georges Latécoère in Montaudran ein Flugzeugwerk errichtete. Am 25. Dezember 1918 hob das erste Flugzeug ab; es handelte sich um den ersten Flugplatz in Toulouse. Im gleichen Jahr gründete Latécoère die Luftpostgesellschaft Société des lignes Latécoère, aus der 1927 unter einem neuen Besitzer die Aéropostale hervorging. Diese erlangte in Frankreich durch ihre Langstreckenflüge nach Westafrika und Südamerika einen legendären Ruf. In den 1920er- und frühen 1930er-Jahren flogen zahlreiche bedeutende Piloten wie Henri Guillaumet, Jean Mermoz und Antoine de Saint-Exupéry für die Aéropostale. Nach einem Betrugsskandal wurde die Gesellschaft 1932/33 aufgelöst und ging in der neugegründeten Air France auf.
Ab 1920 wurden auch die ersten Passagiere von Montaudran aus befördert. Der Personenverkehr wurde aber in den 1930ern auf den Flugplatz Francazal verlagert (welcher wiederum in der Nachkriegszeit vom Flughafen Blagnac abgelöst wurde). Montaudran wurde dagegen von der Flugzeugindustrie genutzt und entwickelte sich zu einem Zentrum für die Flugzeugwartung. So waren hier neben einem Werk der Groupe Latécoère auch Breguet und Air France Industries zu finden. In den 1960er-Jahren siedelten sich in der Nähe des Flugplatzes, zwischen Rangueil und Ramonville, zahlreiche Luftfahrtforschungs- und -ausbildungseinrichtungen an, darunter die École nationale de l’aviation civile und die Supaéro.

## Schließung
Durch den Ausbau des Werksflughafen Blagnac nordwestlich von Toulouse verlor der Flugplatz Montaudran zunehmend an Bedeutung. Im Jahr 2003 schloss Air France Industries den Standort; am 18. Dezember des Jahres fand von hier aus der letzte Flug statt. Die Allgemeine Luftfahrt wich auf den nahegelegenen Flugplatz Toulouse-Lasbordes aus. Seitdem findet eine Konversion des Geländes zum Stadtbauprojekt Toulouse Aerospace Campus statt.

## Zwischenfälle
- Am 23. November 1945 wurde eine Amiot AAC.1 (Junkers Ju 52) der Air France (Luftfahrzeugkennzeichen F-BAKL) auf dem Flugplatz Toulouse-Montaudran irreparabel beschädigt.[6] Einzelheiten sind nicht verfügbar. Über Personenschäden ist nichts bekannt.[7]

- Am 23. November 1948 stürzte eine Sud-Est SE.161/P7 Languedoc der Air France (F-BATM) beim Start vom Flugplatz Toulouse-Montaudran ab. Bei der Wartung waren die Seile für die Steuerung der Querruder durch die Mechaniker über Kreuz, also verkehrt herum, installiert worden. Der Testpilot wurde getötet, die anderen vier Besatzungsmitglieder überlebten (siehe auch Flugunfall der Air France bei Toulouse 1948).[8]